# لومنیتسا (استان دوبریچ)
لومنیتسا (به بلغاری: Lomnitsa) یک منطقهٔ مسکونی در بلغارستان است که در شهرستان دوبریچکا واقع شده‌است.